# Karel Mikyska
Karel Mikyska (9. února 1926 Praha – 18. listopadu 2001 Praha) byl český sportovní novinář a rozhlasový i televizní komentátor.
Nejprve začínal v Československém rozhlase, ale odtud pak přešel do televize, kde se věnoval komentování sportovních přenosů. Specializoval se například na krasobruslařské soutěže. Působil ale také jako šéfredaktor televizní redakce sportu. Věnoval se také výchově svých mladších kolegů, mezi které patřili například Petr Vichnar, jehož vybral za svého pokračovatele v komentování televizních přenosů z krasobruslení.

## Citát
| „                             | Ani byste neřekli, že je tomuto 23letému sympatickému sportovci teprve 24. | “ |
| — při přenosu z krasobruslení |                                                                            |   |